# Sebastián Céspedes
Sebastián Edgardo Céspedes Reyes (* 18. April 1992 in Rancagua) ist ein ehemaliger chilenischer Fußballspieler, der hauptsächlich als offensiver Mittelfeldspieler eingesetzt wurde.

## Karriere
Sebastián Céspedes begann seine Karriere 2011 beim CD O’Higgins, wo er sich nicht durchsetzen konnte und zwei Mal in seiner Zeit bis 2015 verliehen wurde. Anschließend wechselte er zum AC Barnechea in die Primera B und 2016 zu Ligakonkurrent Rangers de Talca. Im Jahr 2019 unterschrieb er beim CD Cobresal, wo er drei Jahre spielte. Nach einem Jahr im Amateurfußball bei Ramon Lecaros de Coltauco kehrte er im Februar 2023 noch einmal eine Saison in den Profifußball zu Deportes Rengo aus der Segunda División zurück.

## Erfolge
O’Higgins
- Chilenischer Supercup-Sieger: 2014